# Hedeoma hispida
Hedeoma hispida är en kransblommig växtart som beskrevs av Frederick Traugott Pursh. Hedeoma hispida ingår i släktet Hedeoma och familjen kransblommiga växter. Inga underarter finns listade i Catalogue of Life.

## Bildgalleri

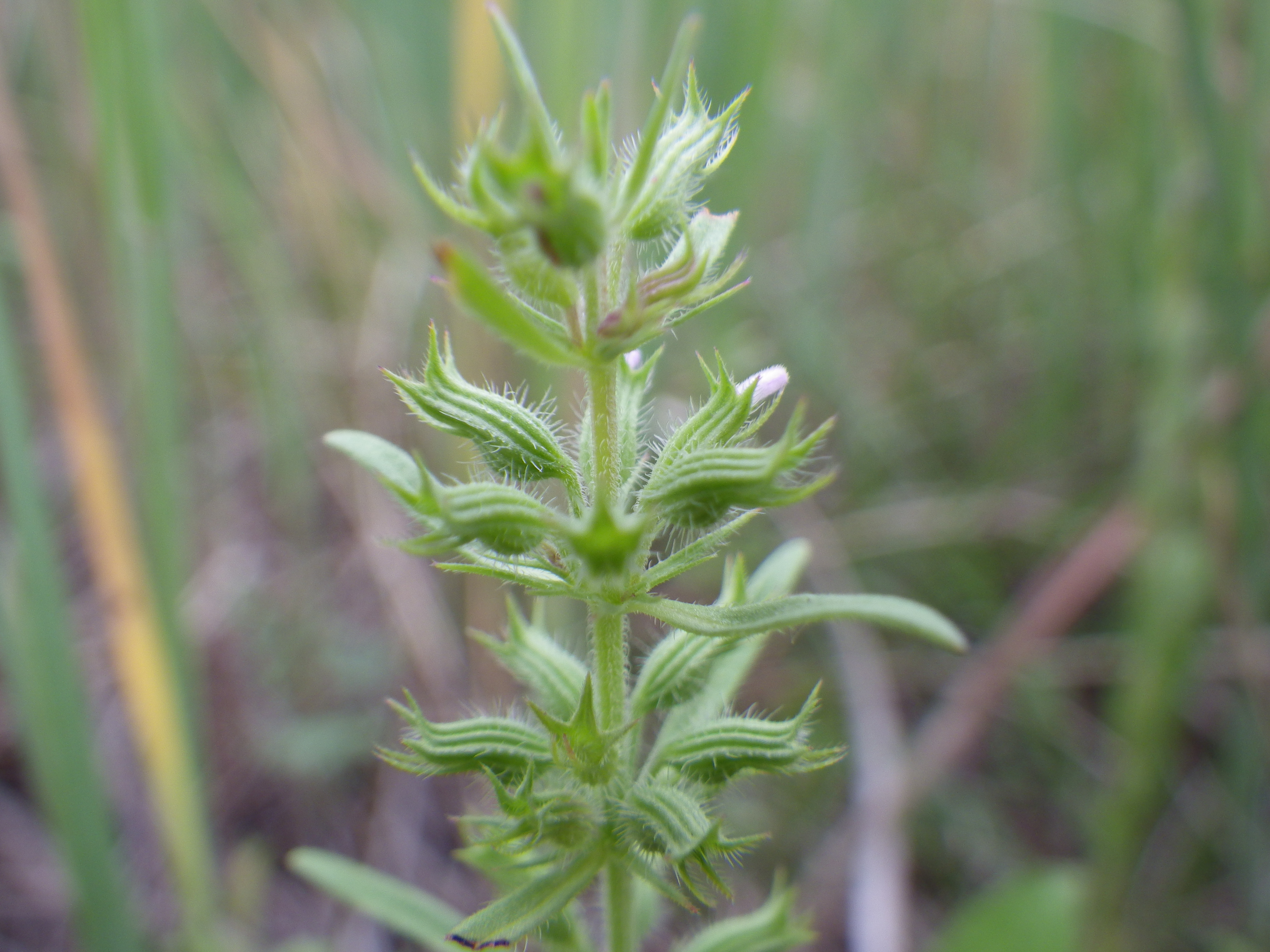
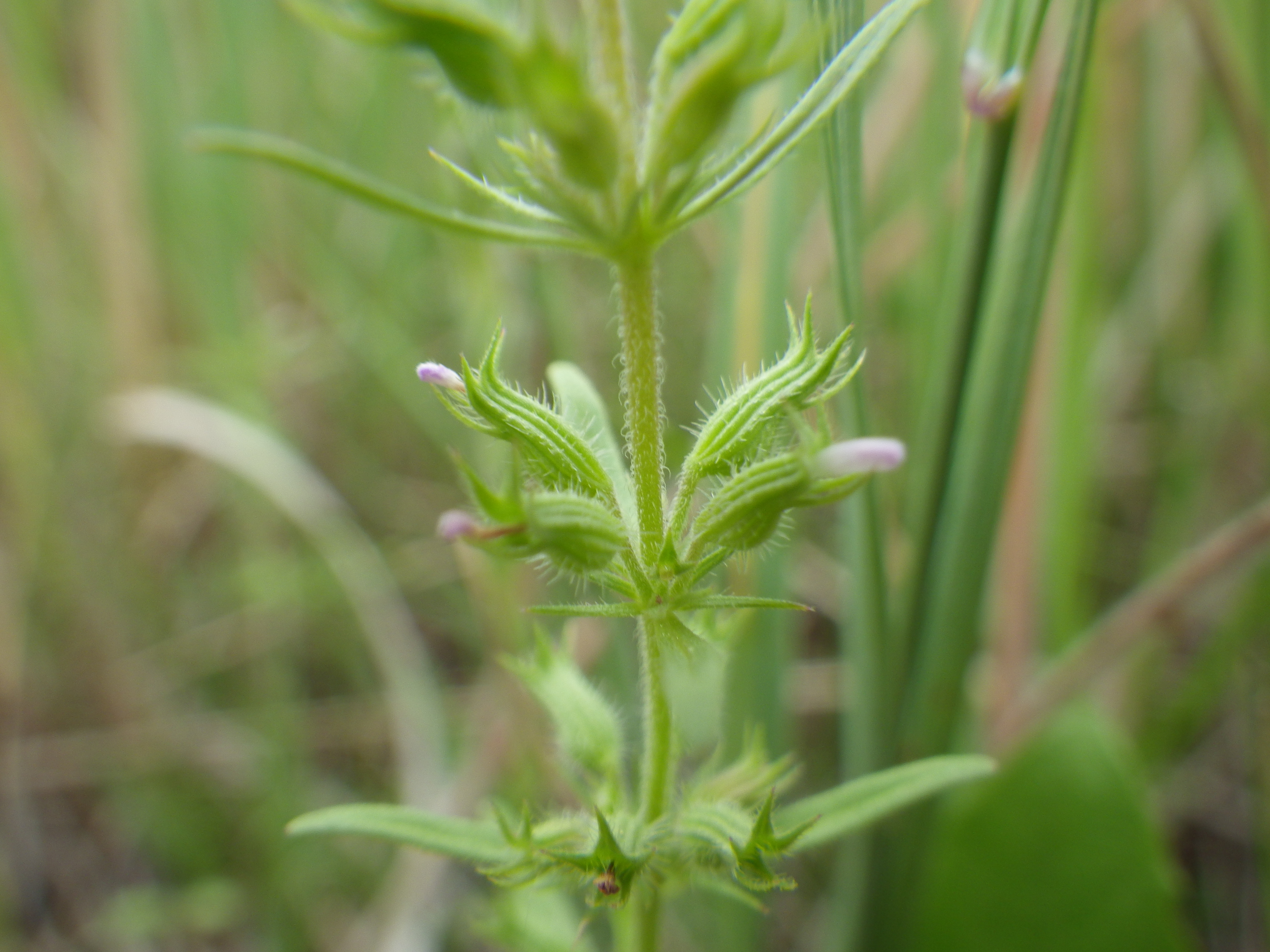